# 聯合國安全理事會第68號決議
《聯合國安理會68號決議》是1949年2月10日在聯合國安全理事會第408次會議通過的。這項決議決定將聯合國大會192號決議送交常規軍備委員會按其規章執行。
該決議在烏克蘭蘇維埃社會主義共和國及蘇聯的棄權下，以9票對0票通過。

## 外部連結
- 68號決議全文 （页面存档备份，存于）